# Portugiesische Fußballnationalmannschaft (U-17-Juniorinnen)
Die portugiesische U-17-Fußballnationalmannschaft der Frauen repräsentiert Portugal im internationalen Frauenfußball. Die Nationalmannschaft untersteht der Federação Portuguesa de Futebol und wird seit 2014 von Marisa Gomes gemeinsam mit dem früheren Nationalspieler José Tavares trainiert.
Die Mannschaft wurde im Jahr 2013 gegründet und tritt seither bei der U-17-Europameisterschaft und (theoretisch) auch bei der U-17-Weltmeisterschaft für Portugal an. Bislang ist es dem Team jedoch nie gelungen, sich für eine WM-Endrunde zu qualifizieren. Den bisher größten Erfolg feierte die portugiesische U-17-Auswahl mit dem Einzug ins Halbfinale der Europameisterschaft 2019, wo sie dem späteren Europameister Deutschland mit 0:2 unterlag.

## Turnierbilanz

### Weltmeisterschaft
| Jahr   | Gastgeber           | Platzierung        |
| ------ | ------------------- | ------------------ |
| 2008   | Neuseeland          | nicht teilgenommen |
| 2010   | Trinidad und Tobago | nicht teilgenommen |
| 2012   | Aserbaidschan       | nicht teilgenommen |
| 2014   | Costa Rica          | nicht qualifiziert |
| 2016   | Jordanien           | nicht qualifiziert |
| 2018   | Uruguay             | nicht qualifiziert |
| 2021 1 | Indien 1            | – 1                |
| 2022   | Indien              | nicht qualifiziert |

### Europameisterschaft
| Jahr   | Gastgeber               | Platzierung                                  |
| ------ | ----------------------- | -------------------------------------------- |
| 2008   | Schweiz                 | nicht teilgenommen                           |
| 2009   | Schweiz                 | nicht teilgenommen                           |
| 2010   | Schweiz                 | nicht teilgenommen                           |
| 2011   | Schweiz                 | nicht teilgenommen                           |
| 2012   | Schweiz                 | nicht teilgenommen                           |
| 2013   | Schweiz                 | nicht teilgenommen                           |
| 2014   | England                 | Gruppenphase                                 |
| 2015   | Island                  | nicht qualifiziert                           |
| 2016   | Belarus                 | nicht qualifiziert                           |
| 2017   | Tschechien              | nicht qualifiziert                           |
| 2018   | Litauen                 | nicht qualifiziert                           |
| 2019   | Bulgarien               | Halbfinale                                   |
| 2020 2 | Schweden 2              | – 2                                          |
| 2021 2 | Färöer 2                | – 2                                          |
| 2022   | Bosnien und Herzegowina | nicht qualifiziert                           |
| 2023   | Estland                 | Liga A (nicht qualifiziert für die Endrunde) |